# دنه‌تور
دِنِه‌تُور دوم (به انگلیسی: Denethor II) پسر اِکتِلیون دوم یک شخصیت خیالی در داستان‌های جی. آر. آر. تالکین است که در کتاب ارباب حلقه‌ها بازگشت پادشاه از آن سخن به میان آمده‌است. او ۲۶ امین کارگزار گاندور است.

## پیشینه
دِنِه‌تُور در دوران دوم، سال ۲۹۳۰ به دنیا آمد و پسر نخست اکتلیون دوم بود. و چون پدرش کارگزار ۲۵ ام گاندور بود، شیپور گاندور را از پدر به ارث برد. در رمان ارباب حلقه‌ها: بازگشت پادشاه و پیوست‌های کتاب آمده که دِنِه‌تُور فردی با آرزوهای بزرگ، آینده نگر و نیرومند است اما با وجود همهٔ این ویژگی‌ها نتوانست مردمش را با خود همراه کند و مردم او در عوض به تورونگیل (که نام اصلی و مخفی اش آراگورن بود)، دونداینی از شمال تمایل نشان دادند. او به دِنِه‌تُور توصیه کرد که به گندالف روی بیاورد اما دِنِه‌تُور هرگز به جادوگر اعتماد نکرد.
دِنِه‌تُور در ۲۹۷۶ با فین‌دویلاس دختر شاه آدراهیل از دول آمروت ازدواج کرد او پس از اینکه دو پسر به نام‌های برومیر و فارامیر به دنیا آورد وقتی بچه‌ها به ترتیب در سن ۵ و ۱۰ سالگی بودند خود از دنیا رفت. دِنِه‌تُور پس از او هرگز ازدواج نکرد و از گذشته ساکت‌تر و تلخ‌تر شد. گندالف درست پیش از ملاقات پی‌پین توک با دِنِه‌تُور او را چنین توصیف می‌کند: «او فردی مغرور و دقیق است، فردی با دودمانی بسیار بالاتر و قوی تر (از تئودن در روهان) با این وجود به او شاه نمی‌گویند.» پس از آنکه پی‌پین با دِنِه‌تُور ملاقات می‌کند و سوگند وفاداری می‌خورد، گندالف به او می‌گوید:
او مانند دیگر مردان دوران نیست … احتمالش هست که واقعاً خون نومنور در رگ‌های او جریان داشته باشد، چنان‌که در پسرش فارامیر نیز چنین است اما برومیر این‌طور نیست. او می‌تواند دورتر را ببیند (آینده را پیشبینی کند). … به سختی بتوان او را فریب داد و این کار امتحانش خطرناک است.
دِنِه‌تُور پنهانی به پالانتیر دست پیدا می‌کند تا قدرت سائورون را بررسی کند او به اشتباه تصور می‌کرد می‌تواند آن را در کنترل بگیرد. دِنِه‌تُور از سارومان بسیار قوی تر بود و توسط سائورون تباه نشد اما قدرت سائورون توانست او را به سرعت پیر کند و دانش سائورون توانست او را به شدت افسرده کند بیشتر به این دلیل که بخش‌هایی از اطلاعاتی که پالانتیر در اختیار او می‌گذاشت و مربوط به سائورون بود، دست کاری شده بود و درست نبود و او را به شدت ناامید می‌کرد؛ همچنین مرگ برومیر هم بر افسردگی بیشتر او تأثیر گذاشت. با این وجود او با تمام نیروهایی که در اختیار داشت با سائورون جنگید تا اینکه نیروهای موردور به دروازه‌های شهر سپید رسیدند و او به تمامی امیدش را از دست داد.
تالکین دربارهٔ پالانتیری که به دست دِنِه‌تُور افتاده بود چنین می‌نویسد:
او (دِنِه‌تُور) گمان می‌کرد سنگ میناس ایتیل (پالانتیر سائورون) در دستان پلید بوده، او خطر کرد و به امید اراده و توانش با آن تماس گرفت، البته اعتماد او به توانش چندان هم نادرست نبود، سائورون نتوانست او را به بردگی خود بگیرد اما توانست با روایت نادرست حقیقت بر او تأثیر بگذارد.

سارومان به بردگی سائورون درآمد … درحالی که دِنِه‌تُور در رد سائورون همچنان پایدار ماند؛ هرچند که سائورون توانست او را به این باور برساند که شکستش قطعی است و او را به ورطهٔ ناامیدی انداخت. دِنِه‌تُور کسی است که در خواسته اش پایدار می‌ماند و استواری اش را هم حفظ کرد تا اینکه دید تنها پسر باقی مانده اش هم زخم‌های کاری برداشته و رو به مرگ است.